# 13-я кавалерийская дивизия (формирования 1936)
13-я кавалерийская дивизия (формирования 1936) — кавалерийская дивизия в составе Вооружённых сил СССР, существовавшая с 1936 по 1938.

## История дивизии
13 Донская казачья дивизия формировалась в СКВО согласно приказу НКО СССР № 061 от 21.04.36 г.
09.06.1938 расформирована.

## Состав
- Управление (Каменск)
- 76 Донской казачий Краснознаменный полк им. т. Буденного (передан из 12-й кавалерийской дивизии.) (ст. Пролетарская)
- 123 Донской казачий полк (ст. Миллерово)
- 124 Донской казачий полк (Каменск)
- 125 Донской казачий полк (Морозовская)
- 13 Донской казачий механизированный полк (Пятигорск, с 1.11.36 г. — Каменск)
- 13 Донской казачий конно-артиллерийский полк (Каменск)
- 13 Донской казачий отдельный эскадрон связи (Каменск)
- 13 Донской казачий отдельный саперный эскадрон (Каменск)
- 13 Донской казачий отдельный зенитно-пулеметный эскадрон (Каменск)

## Командиры

### Начальники дивизии
- 11.05.1936 − 13.09.1937 — Дмитрий Иванович Рябышев
- 09.1937 − 04.1938 — Никифор Гордеевич Хоруженко, комбриг